# قرار مجلس الأمن التابع للأمم المتحدة رقم 158
قرار مجلس الأمن التابع للأمم المتحدة رقم 158، الذي تم بالإجماع في 28 سبتمبر 1960، بعد دراسة طلب جمهورية السنغال الانضمام إلى عضوية الأمم المتحدة، أوصى الجمعية العامة بقبول جمهورية السنغال.
تم قبول السنغال، إلى جانب جمهورية مالي، تحت الاتحاد المالي بموجب القرار 139، حتى تفكك الاتحاد في 20 أغسطس 1960.